# Азино (Казань)
Азино (тат. Азино, Azino, реже тат. Әзин, Äzin) — жилой массив из двух частей (Азино-1, первоначально Большие Клыки и Азино-2) и нескольких микрорайонов в составе Советского района Казани. Наряду с Горками и Новым Савиново один из трёх крупнейших в городе «спальных районов», по времени создания самый поздний среди них. Бывший посёлок городского типа. Расположен на юго-востоке города. До 2012 года включал в себя две административно-учётные единицы с территориями общественного самоуправления, ныне ликвидированные.

## Название
Жилой массив Азино получил название по расположенному к северу от него городскому посёлку, который с 1930-х до начала 2000-х годов назывался Азино (ныне — Царицыно); сам посёлок был назван в честь В. М. Азина (1895—1920) — революционера и участника Гражданской войны, красного командира 19-го Уральского полка 2-й армии РККА и Арской группы, которая во взаимодействии с частями 5-й армии 10 сентября 1918 года взяла Казань.

## Расположение
Жилой массив Азино располагается в юго-восточной части города на границе с Приволжским районом. Северная его граница проходит по Мамадышскому тракту, за которым находится городской посёлок Малые Клыки. Южной границей является улица Академика Завойского, также разделяющая Советский и Приволжский районы и Азино и «спальный» жилой массив Горки. С востока к Азино примыкают микрорайон Светлая долина, городские посёлки Большие Клыки, Офицеров, Вознесенское, а также река Нокса, Вознесенское кладбище и Самосыровский лес. На западе жилой массив заканчивается вскоре после проспекта Победы, гранича с микрорайонами Дальний и Казань - XXI век и Горкинско-Ометьевским лесом.
Азино изначально разделено на две части: Азино-2 (южную) и Азино-1 (северную). Граница между ними проходит по оврагу, расположенному между улицами Минская и Закиева, откуда ранее на восток от города уходил Вознесенский тракт.
Жилой массив на плане представляет собой приблизительный прямоугольник с неровной восточной кромкой, ориентированный с севера на юг и разделённый на несколько кварталов в направлении с запада на восток. Главным осями, проходящими через всё Азино, являются проспект Победы и улица Юлиуса Фучика, переходящая в улицу Академика Сахарова; последняя трасса также разделяет Азино в продольном направлении приблизительно пополам на западную и восточную части. Основные поперечные улицы — Чишмяле, Ломжинская (переходящая в Ноксинский спуск), Минская, Закиева, Академика Глушко, Джаудата Файзи. В овраге, расположенном между улицами Минская и Закиева, и далее к востоку от города сооружается заново поперечный для Азино новый «вылетный» для города Вознесенский тракт, продолжающий Аметьевскую магистраль и выходящий на федеральную трассу М-7 «Волга».

## История

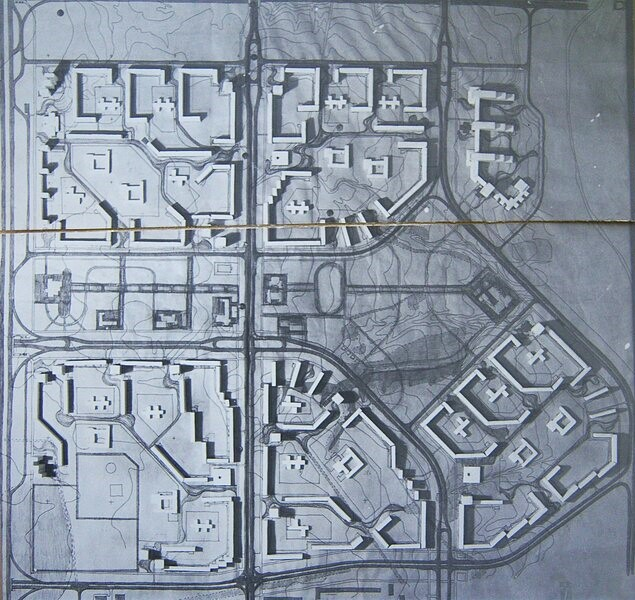
Перспективный план застройки и благоустройства жилого района Азино-2, 1980 год

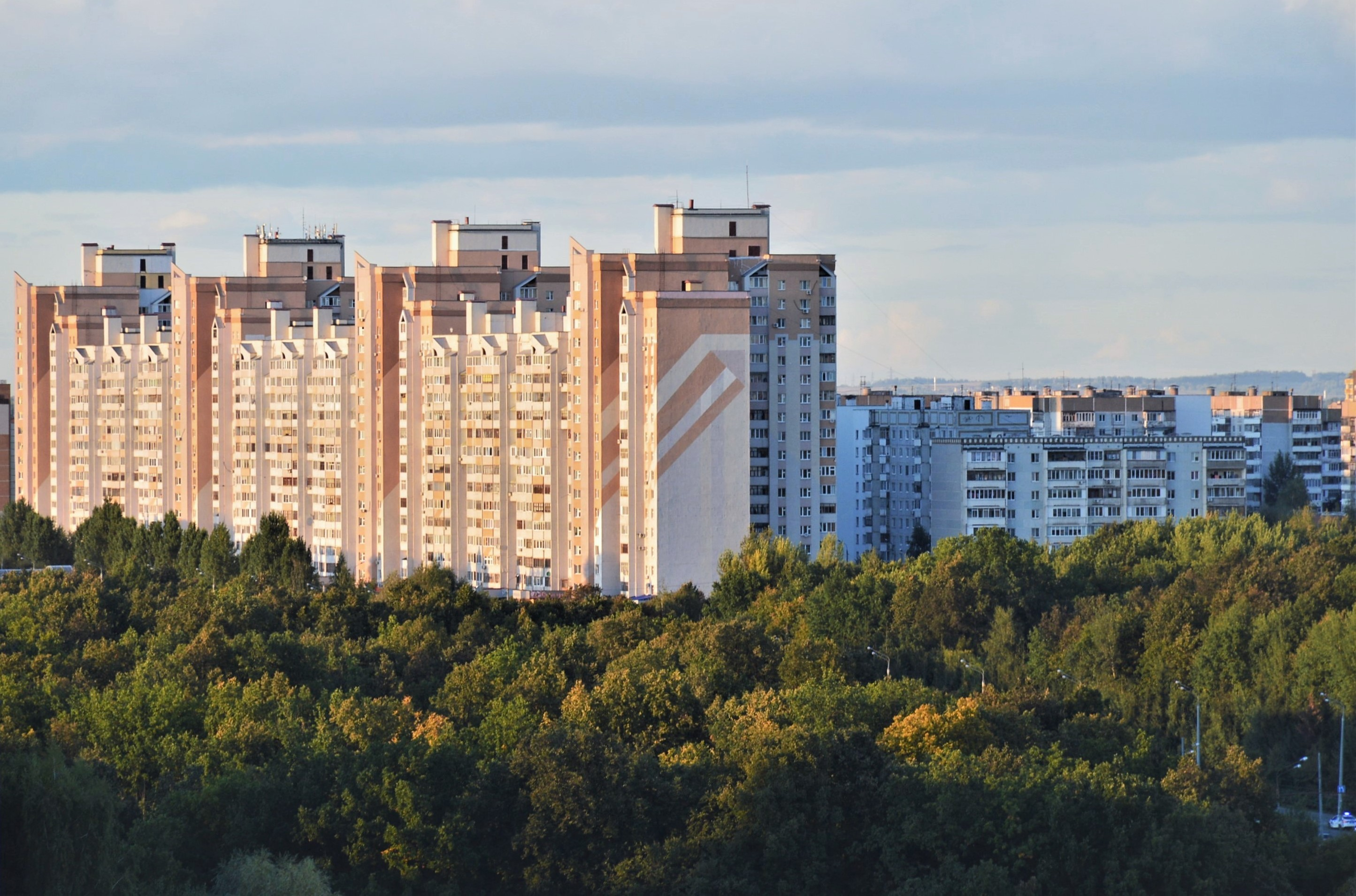
Один из так называемых «турецких домов»: просп. Победы, 78

До появления жилого массива на этой территории были колхозные и частные поля села (ныне городского посёлка) Вознесенское.
Проект планировки жилого массива был разработан согласно дальней перспективе генерального плана Казани 1969 года институтом «Татгражданпроект» в первой половине 1980-х годов, вскоре после присоединения посёлка городского типа Азино к Казани. Застройка Азино началась во второй половине 1980-х годов, причём сперва началась застройка Азино-2. Строительство в Азино-1 началось только после 1995 года, когда в Казани была запущена государственная республиканская программа ликвидации ветхого жилья (городских трущоб), последняя в ходе которой выдавались бесплатные квартиры. С 2005 года Азино интенсивно застраивается в том числе благодаря реализации государственной республиканской программы социальной ипотеки.
Азино стало одним из первых микрорайонов Казани, где нет пятиэтажных домов старых серий. В 1990-е годы жилой массив застраивался преимущественно 9-10-этажными «ленинградками». Также в 1990-х годах вдоль проспекта Победы было построено два так называемых «турецких дома» повышенной этажности (просп. Победы, 78 и просп. Победы, 100). Они возводились турецкой фирмой «Умташ Иншаат», но по завершении строительства вызвали множество нареканий из-за низкого качества (их возводили руками таджикских рабочих). С начала 2000-х годов строятся высотные дома улучшенных планировок.
К настоящему времени практически вся территория Азино плотно застроена. Последними застраиваются районы оврага между улицами Минская и Закиева и восточнее и районы западнее проспекта Победы. В перспективе восточнее Азино и посёлка Вознесенское вокруг новосооружаемого Вознесенского тракта предусмотрено создание нового большого «спального района» Заноксинский (Новое Азино), в который сквозь Азино пойдет Заноксинская линия метро.
До 2012 года существовали две отдельные административно-учётные единицы — Азино-1 и Азино-2. В настоящее время на их территории действует несколько ТСЖ.

## Объекты
На территории Азино расположено множество объектов инфраструктуры районного и городского масштаба:
- Спортивные сооружения: спортивный комплекс «Ак Буре», Центр бокса и настольного тенниса, стадион «Мирас».
- Торговые центры: «Мега», «Южный», «Франт», «Мегастрой»; Азинский рынок, Агропромпарк и несколько мини-рынков.
- Учреждения здравоохранения: поликлиника (включает в себя 2 отделения), Республиканский центр крови, Республиканская инфекционная больница, Республиканский детский неврологический санаторий.
- Общеобразовательные школы, в том числе лицей № 149 с татарским языком обучения (бывший Татаро-турецкий лицей) и лицей № 159 социально-правового профиля.
- Детские сады, в том числе татароязычные.
- Центр детского творчества «Азино».
- Религиозные учреждения: одни из крупнейших новых в городе храм Святого князя Александра Невского РПЦ МП и мечеть «Гаиля», а также небольшая мечеть «Дин Ислам», открытая ещё в 1990-е годы в бывшей хозяйственной постройке.
- Сквер «Чишмяле» с естественным озером — единственным сохранившимся из цепочки озёр, некогда располагавшихся на территории Азино-2.
- Автовокзал «Восточный».
- Котельная «Азино».
- Водозабор «Танкодром».

Также к жилому массиву примыкает достаточно крупный лесопарк Горкинско-Ометьевский лес.

## Транспорт

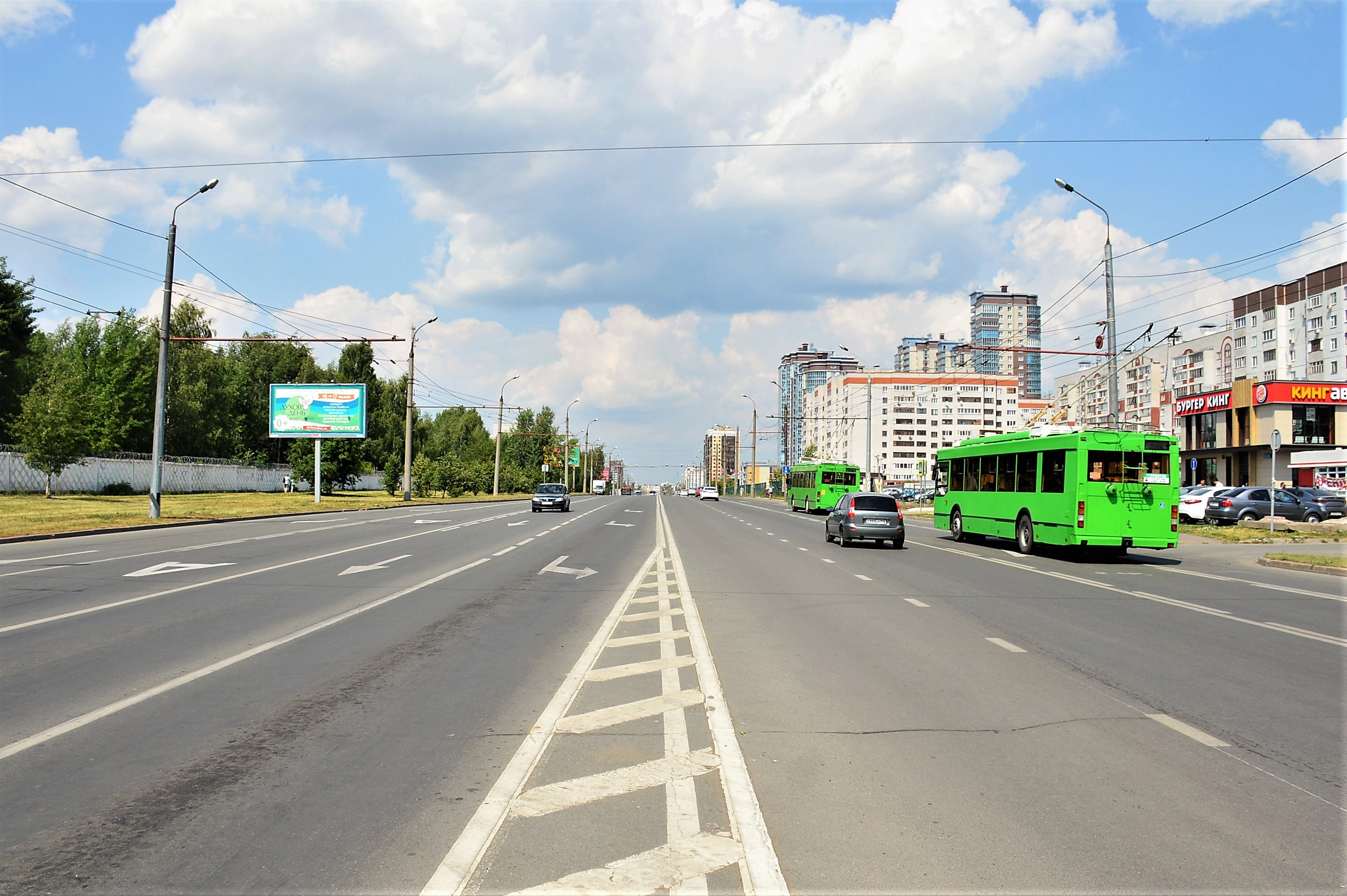
Троллейбусы, идущие в Азино по улице Юлиуса Фучика

Проспект Победы, проходящий через Азино, входит в Большое Казанское кольцо и является северным и южным въездом в жилой массив; улица Юлиуса Фучика так же является южным въездом. Другие важные транспортные «артерии» Азино - улицы Академика Сахарова, Академика Глушко, Ноксинский спуск, а также поперечные въездные в Азино проспект Альберта Камалеева, улица Аделя Кутуя и улица Родины.
Через жилой массив проходят маршруты трамвая № 5 (т.н. ускоренный трамвай), троллейбусов №№ 3, 5, 9, 12 и целого ряда автобусов.
Через всё Азино будет продольно проходить строящаяся первая очередь второй Савиновской (Азино-Савиновской) линии метро, две станции которой — «Улица Академика Сахарова» и «100-летие ТАССР» — в самом жилом массиве облегчат транспортную ситуацию в нём.

## Улицы
- Академика Глушко[тат.]
- Академика Завойского (часть)
- Академика Сахарова[тат.]
- Вербная[тат.]
- Галии Кайбицкой[тат.]
- Джаудата Файзи[тат.]
- Дуслык
- Дуслык переулок
- Закиева[тат.]
- Качаклар
- Ковыльная
- Крутая (часть)
- Ломжинская[тат.]
- Магистральная (часть)
- Мамадышский тракт (часть)
- Минская[тат.]
- Новоселья
- Ноксинский Спуск[тат.]
- проспект Победы (часть)
- Рашида Вагапова[тат.]
- Туганлык
- Тыныч (часть)
- Хайдара Бигичева[тат.]
- Чингиза Айтматова[тат.]
- Чишмяле[тат.]
- Юлиуса Фучика (часть)